# Schivereckia
Schivereckia es un género de plantas fanerógamas de la familia Brassicaceae. Comprende trece especies.

## Especies seleccionadas
| - Schivereckia berteroides - Schivereckia bornmuelleri - Schivereckia contorta - Schivereckia doerfleri - Schivereckia hyperborea - Schivereckia iberidea - Schivereckia imeretica | - Schivereckia korabensis - Schivereckia kusnezovii - Schivereckia monticola - Schivereckia podolica - Schivereckia spathulata - Schivereckia wiemannii |

- Datos: Q9075037
- Multimedia: Draba / Q9075037
- Especies: Schivereckia